# Manassès Ier l'Ancien
Pour les articles homonymes, voir Manassé.
Manassès Ier ou Mainier (avant 875 - après 918) dit l’Ancien, comte d'Atuyer, comte de Dijon et de Langres ; après 894, comte de Chalon, de Beaune et de Troyes ; avoué de l'abbaye Saint-Bénigne de Dijon.

## Biographie
Manassès (paronyme de Mainier) est issu d'une famille de l’aristocratie carolingienne originaire de Lotharingie. Celle-ci accompagne leurs proches alliés les Bosonides Bivinides en Bourgogne.
Ainsi Manassès est le bras droit du duc Richard le Justicier. La famille de Manassès aide le nouveau duc dans sa mainmise des évêchés de Langres, d'Autun, de Sens, et de Troyes. Manassès combat les Vikings qui ravagent la Bourgogne. Il participe aux batailles de Saint-Florentin et d’Argenteuil contre les Normands en 898.
Son frère Walo devient évêque d'Autun. Son autre frère Renard (Reginard) devient vicomte d'Auxerre.
Sur la fin de sa vie, en tant que comte de Beaune, il fonde le monastère Saint-Vivant de Vergy à Curtil-Vergy sur les conseils de son épouse Ermengarde et de son fils Hervé, dit aussi "Hervé de Chalon", évêque d'Autun de 920 à 929. En ce lieu il permet l'installation des moines de Biarne qui fuyaient les Normands d'Astings (ou Austin ou encore Hasting) qui, vers 886, après le siège de Paris, s'avançaient vers la Bourgogne. Il meurt vers 920 et aurait été inhumé dans ce monastère,.
Une hypothèse fait de son épouse Ermengarde (v 873-† vers 925) la veuve du comte de Troyes Adalelme/ Alleaume († 894). Il récupère alors, du chef de sa femme, le comté de Troyes. La disparition du dernier représentant de la famille comtale de Troyes permet aussi à Manassès de s'implanter à la tête des pagi de Chalon et de Beaune,.
Le couple a au moins cinq enfants, :
- Manassès II († ap. 920), comte de Dijon ;
- Walo II  († avt. 925) ;
- Hervé († 934), évêque d'Autun ;
- Gilbert de Chalon († 955), gouverneur du duché de Bourgogne ;
- Ermengarde († avt. 941), unie au comte Liétald II de Mâcon.